# The Carol Burnett Show
The Carol Burnett Show é uma série de televisão estadunidense estrelada por Carol Burnett. O programa foi exibido originalmente na CBS de 11 de setembro de 1967 a 29 de março de 1978, com 279 episódios. A série foi gravada no Studio 33 da CBS Television City e ganhou 25 prêmios Emmy ao longo de 11 temporadas, e foi incluída na lista dos 50 maiores programas de TV de todos os tempos do TV Guide, em 2002, e em 2007 foi eleito como um dos melhores programas de TV de todos os tempos da revista Time.